# Cryptogonodesmus rubellus
Cryptogonodesmus rubellus är en mångfotingart som beskrevs av Loomis 1934. Cryptogonodesmus rubellus ingår i släktet Cryptogonodesmus och familjen Fuhrmannodesmidae. Inga underarter finns listade i Catalogue of Life.